# Dynastie Chervachidze

Armoiries de la famille Sharvashidzé

La dynastie Chervachidze (en géorgien შარვაშიძე ; nom de clan abkhaze : Tchatchba) est une famille noble d'Abkhazie, dont les origines remontent au XIIe siècle.
Le nom « Chervachidze » provient de deux noms : Chirva et -dzé. Le premier nom vient probablement du Chirvan, ancienne province musulmane qui constitue l'actuel Azerbaïdjan, tandis que -dzé est un suffixe qui signifie « fils de ». L'origine de ce nom de famille pourrait donc venir des enfants d'un Chirvanshah (titre que portaient les souverains du Chirvan), probablement Minoutchar III Achistan, le dernier monarque du Chirvan, et de son épouse Tamar Bagration, la fille aînée du roi David IV de Géorgie, qui obligea les enfants de Minoutchar III à s'exiler dans son pays à la suite de l'annexion du Chirvan en 1124. Selon plusieurs sources, ces mêmes enfants reçurent plusieurs grands domaines en Abkhazie, où ils furent surtout connus pour leurs exploits militaires. Toutefois, certaines fables généalogiques abkhazes disent que les Chervachidze descendaient en réalité des Anchabadzé, dont le nom de clan abkhaze est Achba (А́чба).
Petit à petit, les membres de la famille acquirent plusieurs seigneuries et devinrent au fil du temps princes de Surebi, du Sajavakho et même usurpèrent le trône de Gurie à plusieurs reprises à partir du XVIIIe siècle.
Aujourd'hui, plusieurs Chervachidze vivent encore en Abkhazie et à Tbilissi.